# Phare du Cap Bolinao
Le phare du Cap Bolinao ou phare de Bolinao est un phare situé sur le Cap Bolinao (en), à Bolinao, dans la province de Pangasinan aux Philippines.
Le phare fait désormais partie du patrimoine culturel philippin comme Important Cultural Property (Philippines) (en).
Ce phare géré par le Maritime Safety Services Command (MSSC), service de la Garde côtière des Philippines (Philippine Coast Guard).

## Histoire
Le phare du Cap Bolinao s'élève au sommet de Punta Piedra, un promontoire imposant sur la pointe du Cap Bolinao lui-même. Il a été construit par des ingénieurs philippins, anglais et étasuniens à partir de 1905. Son escalier intérieur en colimaçon comporte 140 marches qui mènent à la salle d'éclairage[réf. souhaitée].

## Description
Le phare est une tour cylindrique s'élevant au-dessus d'une base pyramidale octogonale, avec double galerie et lanterne, de 27 m de haut. Le phare est peint en blanc avec une mince bande horizontale rouge. Il émet, à une hauteur focale de 90 m, un éclat blanc toutes les 5 secondes.
Les maisons de gardien d'un étage sont en ruines. En 2005, la municipalité de Bolinao a signé un accord pour maintenir le phare en service et le restaurer. Il est accessible par route et la tour est ouverte pour sa visite.
Identifiant : ARLHS : PHI-015 ; PCG-0033 - Amirauté : F2688 - NGA : 14392.
|                         |
| Localisation de Bolinao |

### Lien connexe
- Liste des phares aux Philippines